# Aguna (Sprache)
Die Sprache Aguna (auch agunaco und awuna genannt; ISO 639-3: aug) ist eine Left-Bank-Sprache aus der Sprachgruppe der Gbe-Sprachen, die von insgesamt 3.470 Personen (Volkszählung 1992) in der beninischen Provinz Zou in der Ortschaft Aguna gesprochen wird.
Die Volksgruppe, die diese Sprache spricht, sind die Aguna (auch Awuna oder Agunaco), die in der Umgebung des gleichnamigen Dorfes leben.